# Ricardo Vilela
Ricardo Augusto Vilela Afonso (Bragança, 18 de desembre de 1987) és un ciclista portuguès, professional des del 2009. Actualment corre al Burgos-BH.

## Palmarès
- 2008
  -  Campionat de Portugal sub-23 en ruta

### Resultats a la Volta a Espanya
- 2015. 48è de la classificació general
- 2017. 50è de la classificació general
- 2019. 105è de la classificació general
- 2020. 99è de la classificació general